# 1-Methyl-3-nitro-1-nitrosoguanidin
1-Methyl-3-nitro-1-nitrosoguanidin ist eine chemische Verbindung aus der Gruppe der Guanidine.

## Eigenschaften
1-Methyl-3-nitro-1-nitrosoguanidin ist ein brennbarer, schwer entzündbarer, kristalliner, schwach gelber bis rosafarbener Feststoff, der sich im Licht grün-orange verfärbt und löslich in Dimethylsulfoxid und anderen polaren organischen Lösungsmitteln ist. Die Löslichkeit in Wasser ist gering, dabei zersetzt sich die Verbindung unter Bildung nitroser Gase. Er zersetzt sich bei Erhitzung über 118 °C.

## Verwendung
1-Methyl-3-nitro-1-nitrosoguanidin wird zur Herstellung von Diazomethan verwendet.

## Sicherheitshinweise
Bei 1-Methyl-3-nitro-1-nitrosoguanidin besteht Explosionsgefahr bei Einwirkung von Schlag, Wärme, Reibung und Verunreinigungen.

## Regulierung
Über den Safe Drinking Water and Toxic Enforcement Act of 1986 besteht in Kalifornien seit 1. April 1988 eine Kennzeichnungspflicht für Produkte, die 1-Methyl-3-nitro-1-nitrosoguanidin enthalten.